# Communauté de communes du Val Briard
La communauté de communes du Val Briard est une communauté de communes française, située dans le département de Seine-et-Marne en région Île-de-France créée en 2017.

## Historique
Dans le cadre des dispositions de la loi portant nouvelle organisation territoriale de la République (Loi NOTRe) du 7 août 2015, qui prévoit que les établissements publics de coopération intercommunale (EPCI) à fiscalité propre doivent avoir un minimum de 15 000 habitants (et 5 000 habitants en zone de montagnes), le préfet de Seine-et-Marne a approuvé un nouveau schéma départemental de coopération intercommunale (SDCI) qui prévoit notamment la fusion de la communauté de communes de la Brie boisée, de la communauté de communes du Val Bréon et de la communauté de communes les Sources de l'Yerres, avec rattachement de la commune de Courtomer.
C'est ainsi que la communauté de communes du Val Briard est créée  par un arrêté préfectoral du 23 décembre 2016 au 1er janvier 2017,, qui fusionne les anciennes communauté de communes de « Brie Boisée » (5 communes), « Val Bréon » (10 communes), « Sources de l’Yerres » (9 communes) et de la commune de Courtomer (ex CC de l'Yerres à l'Ancœur), malgré  d'importantes tensions entre les présidents de la CCVB et la CCCB et les contestations de la communauté de communes de la Brie boisée, dont les communes souhaitent rejoindre Marne-et-Gondoire, les Portes-briardes ou le Val-d'Europe,
Toutefois, plusieurs communes intégrées contre leur gré au Val Briard le quittent le 1er janvier 2018 pour rejoindre d'autres intercommunalités :
- Ferrières-en-Brie et Pontcarré intègrent la communauté d'Agglomération de Marne et Gondoire par arrêté préfectoral en date du 3 juillet 2017[9],[10].

- Villeneuve-le-Comte et  Villeneuve-Saint-Denis rejoignent Val d'Europe Agglomération[11].

## Territoire communautaire

### Composition
En 2022, la communauté de communes est composée des 21 communes suivantes :

| Nom                           | Code Insee | Gentilé              | Superficie (km2) | Population (dernière pop. légale) | Densité (hab./km2) |
| ----------------------------- | ---------- | -------------------- | ---------------- | --------------------------------- | ------------------ |
| Les Chapelles-Bourbon (siège) | 77091      | Capello-Bourbonais   | 6,42             | 464 (2022)                        | 72                 |
| Bernay-Vilbert                | 77031      | Bernéens-Vilbertiens | 16,92            | 991 (2022)                        | 59                 |
| La Chapelle-Iger              | 77087      | Capelligérois        | 8,73             | 191 (2022)                        | 22                 |
| Châtres                       | 77104      | Châtriots            | 15,13            | 712 (2022)                        | 47                 |
| Courpalay                     | 77135      | Courpaliens          | 14,56            | 1 497 (2022)                      | 103                |
| Courtomer                     | 77138      | Courtomerois         | 4,62             | 568 (2022)                        | 123                |
| Crèvecœur-en-Brie             | 77144      | Crépicordiens        | 9,19             | 450 (2022)                        | 49                 |
| Favières                      | 77177      | Favièrois            | 28,27            | 1 293 (2022)                      | 46                 |
| Fontenay-Trésigny             | 77192      | Trésifontains        | 22,12            | 5 887 (2022)                      | 266                |
| La Houssaye-en-Brie           | 77229      | Hulsétiens           | 12,43            | 1 703 (2022)                      | 137                |
| Liverdy-en-Brie               | 77254      | Liverdois            | 9,12             | 1 366 (2022)                      | 150                |
| Lumigny-Nesles-Ormeaux        | 77264      | Luminiciens-Neslois  | 36,3             | 1 482 (2022)                      | 41                 |
| Marles-en-Brie                | 77277      | Marlois              | 12,78            | 1 889 (2022)                      | 148                |
| Mortcerf                      | 77318      | Moressartois         | 17,84            | 1 405 (2022)                      | 79                 |
| Neufmoutiers-en-Brie          | 77336      | Neufmonastériens     | 15,9             | 1 277 (2022)                      | 80                 |
| Pécy                          | 77357      | Peciaquois           | 21,07            | 844 (2022)                        | 40                 |
| Le Plessis-Feu-Aussoux        | 77365      | Plessis-Ansoldiens   | 5,59             | 606 (2022)                        | 108                |
| Presles-en-Brie               | 77377      | Preslois             | 17,39            | 2 342 (2022)                      | 135                |
| Rozay-en-Brie                 | 77393      | Rozéens              | 3,17             | 2 840 (2022)                      | 896                |
| Vaudoy-en-Brie                | 77486      | Vaudoyens            | 26,98            | 881 (2022)                        | 33                 |
| Voinsles                      | 77527      | Vincelais            | 28,44            | 573 (2022)                        | 20                 |

### Démographie
| 1968   | 1975   | 1982   | 1990   | 1999   | 2006   | 2011   | 2016   | 2022   |
| ------ | ------ | ------ | ------ | ------ | ------ | ------ | ------ | ------ |
| 11 367 | 14 032 | 16 684 | 20 600 | 23 257 | 25 609 | 26 729 | 27 633 | 29 261 |

## Organisation

### Siège
Le siège de la Communauté de communes du Val Briard se situe désormais aux Chapelles-Bourbon, au 2 rue des Vieilles Chapelles. 
L'intercommunalité a aménagé son nouveau siège aux Chapelles-Bourbon, dans l'ancienne ferme des Vieilles Chapelles. Le chantier a débuté en mars 2016 et le siège a été inauguré le 15 septembre 2018, sous le nom de Jean-Jacques Barbaux, l'ancien président de l'intercommunalité. La deuxième tranche concerne le pôle petite enfance — structure multi-accueil de 30 berceaux — et la maison des services — administratifs et supports —, en chantier en 2018. La troisième tranche, réalisée à l’horizon 2020, consistera à la création d’un pôle culturel régional. L’enveloppe globale du projet se chiffre autour de 20 millions d’euros,.

### Élus
La communauté est administrée par un conseil communautaire constitué de conseillers municipaux des communes membres, répartis sensiblement en fonction de la population de chaque commune membre, soit, en 2017 :

- sept pour Fontenay-Trésigny ;

- trois pour Rozay-en-Brie, Ferrières-en-Brie, Presles-en-Brie ;

- deux pour Pontcarré, Villeneuve-le-Comte, La Houssaye-en-Brie, Lumigny-Nesles-Ormeaux ;

- un pour les autres communes.

Au terme des élections municipales de 2020 en Seine-et-Marne, le conseil communautaire renouvelé a réélu 9 juillet 2020 sa présidente, Isabelle Périgault et désigné ses 10 vice-présidents, qui sont : 
1. Marc Cuypers, chargé de l'Agroécologie, services publics eau et assainissement GEMAPI
2. Martine Laforge, chargée des stratégies financières : protocoles financiers et fiscaux, groupement de commandes et CLECT
3. Serge Carthagéna, chargé des travaux, équipements et infrastructures
4. Patrick Rossili, chargé de la petite enfance, relais assistantes maternelles et aire d’accueil des Gens du voyage.
5. Sandrine René, chargée de l'action sociale, santé et handicap, maison France Services
6. Jean Abiteboul, chargé du développement culturel et des innovations numériques
7. Céline Michard, chargée de la Stratégie touristique, de la Valorisation du Patrimoine et Cadre de Vie
8. Thierry Herry, chargé de l’aménagement du territoire, commerce, artisanat et mobilités
9. Sonia Dutartre, chargée des politiques environnementales, qualité de vie et PCAET
10. Hugues Marcelot, chargé de la promotion du sport, jeunesse et séniors.

Toutefois, Isabelle Périgault est élue députée de Seine-et-Marne lors de l'élections législatives de 2022 en Seine-et-Marne et, contrainte par la législation limitant le cumul des mandats en France, démissionne de son mandat de présidente de la communaunauté. Le conseil communautaire du 12 septembre 2022 élit son successeur, Marc Cuypers, maire de Crèvecœur-en-Brie, et désigne ses 8 vice-présidents, qui sont :
1. Patrick Rossilli, maire de Fontenay-Trésigny, chargé de la petite enfance, relais petite enfance et aire d’accueil des Gens du voyage
2. Martine Laforge, maire de Voinsles, chargée des stratégies financières : protocoles financiers et fiscaux, groupement de commandes et CLECT
3. Sandrine René, maire de Bernay-Vilbert, chargée de l'action sociale, santé et handicap, France Services et informatique interne.
4. Jean Abiteboul, maire de la Houssaye-en-Brie, chargé du développement culturel, des innovations numériques et des tiers lieux.
5. Céline Michard, conseillère municipale de Rosay-en-Brie, chargée de la stratégie touristique, de la valorisation du patrimoine et cadre de vie
6. Sonia Dutartre, conseillère municipale de Rosay-en-Brie, chargée des politiques environnementales, qualité de vie, transports et mobilités.
7. Hugues Marcelot, maire de Liverdy-en-Brie, chargé de la promotion du sport, jeunesse et séniors.
8. Anne Parisy, maire des Chapelles-Bourbon, chargée du développement économique, l’aménagement du territoire, commerce et artisanat.

### Liste des présidents
| Période           | Période                        | Identité             | Étiquette | Qualité |
| ----------------- | ------------------------------ | -------------------- | --------- | --- |
| janvier 2017,     | février 2018                   | Jean-Jacques Barbaux | LR        | Ancien juriste, proviseur de lycée Maire de Neufmoutiers-en-Brie (1989 → 2015) Conseiller départemental de Fontenay-Trésigny (2015 → 2018) Président du conseil départemental de Seine-et-Marne (2015 → 2018) Président de la Communauté de communes du Val Bréon (2008 → 2016) Décédé en fonction |
| mars 2018,        | 12 septembre 2022              | Isabelle Périgault   | LR        | Directrice générale des services d'une collectivité territoriale Maire du Plessis-Feu-Aussoux (2014 → 2022) Députée de Seine-et-Marne (4e circ) (2022 → ) Démissionnaire après son élection comme députée                                                                                          |
| 12 septembre 2022 | En cours (au 23 décembre 2022) | Marc Cuypers         | LR        | Ancien exploitant agricole Maire de Crèvecœur-en-Brie (2014 → ) |

## Compétences
L'intercommunalité exerce les compétences qui lui ont été transférées par les communes membres, dans les conditions déterminées par le code général des collectivités territoriales. Il s'agit de : 
- Développement économique (zone d'activité intercommunale)
- Aménagement de l'espace
- Voirie du parc logistique, chemins de randonnée et mise à disposition des services techniques de la CCVB auprès des communes pour leurs voiries
- Organisation et financement des transports publics (urbains et scolaires)
- Financement du service départemental d'incendie et de secours
- Création et gestion de relais d'assistantes maternelles (RAM)
- Sorties et voyages les élèves du 1er degré
- Diagnostic pour l'accessibilité des personnes à mobilité réduite
- Service de portage de repas à domicile
- Équipements sportifs liés aux établissements scolaires d’enseignement secondaire
- Protection et mise en valeur de l’environnement (déchets ménagers et assimilés).

### Régime fiscal et budget
La Communauté de communes est un établissement public de coopération intercommunale à fiscalité propre.
Afin de financer l'exercice de ses compétences, l'intercommunalité perçoit la fiscalité professionnelle unique (FPU) – qui a succédé à la taxe professionnelle unique (TPU) – et assure une péréquation de ressources entre les communes résidentielles et celles dotées de zones d'activité.
Elle ne reverse pas de dotation de solidarité communautaire (DSC) à ses communes membres.
À la suite de la fusion de 2017, la communauté de communes du Val Briard a changé de fiscalité passant de la fiscalité additionnelle, à la fiscalité professionnelle unique. Une durée
de lissage des taux d’imposition, de 12 ans alors a été voté.
Les taux votés chaque année par la communauté de communes du Val Briard, sont donc des taux moyens pondérés, à partir desquels l’administration fiscale détermine chaque année les taux applicables dans chaque la commune. Les taux pondérés 2022 sont les suivants : 
- Taxe foncière sur les propriétés bâties : 1,42 % ;
- Taxe foncière sur les propriétés non-bâties : 4,87 % ;
- Cotisation foncière des entreprises : 20,98 %.

### Effectifs
Afin de mettre en œuvre ses compétences, l'intercommunalité emploie au 1er janvier 2022 24 salariés.

### Identité visuelle

Ancien logo.
Logo actuel.

## Projets et réalisations
Conformément aux dispositions légales, une communauté de communes a pour objet d'associer des « communes au sein d'un espace de solidarité, en vue de l'élaboration d'un projet commun de développement et d'aménagement de l'espace ».
Le pôle culturel
Dernière phase de réhabilitation de la ferme communautaire Jean-Jacques Barbaux, le pôle culturel est un lieu privilégié, équipé et dédié au temps de création et à l’accueil des compagnies indépendantes d’Île-de-France.
Les travaux, débutés au printemps 2020, ont été inaugurés en mars 2023. Le pôle culturel est constitué d’une salle de spectacle d’une capacité de 400 à 700 places, d’une salle de répétition, d’ateliers dédiés à la construction de décors, de costumes, d’accessoires, à la sculpture et à la peinture, d’une salle d’exposition, ainsi qu’une grande cour intérieure,.
Développement économique
La communauté de communes a décidé la création de la  ZAC du Val Bréon 2 aux Chapelles-Bourbon, sur 150 hectares, sur des terres agricoles cédées par la Compagnie fermière Benjamin et Edmond de Rothschild et acquises en 2018. Cette ZAC est destinée à un « projet d’aménagement immobilier de haute qualité et de développement économique » à cheval sur Châtres, Les Chapelles-Bourbon et Marles-en-Brie, selon les termes d'Isabelle Périgault, la présidente de l'intercommunalité, en continuité  de la zone logistique du Val Bréon et ses 1 100 emplois, à Châtres.